# Royal Festival Hall
Résidence
Le Royal Festival Hall est une salle de concert faisant partie du multicomplexe musical et culturel de Southbank Centre à Londres au Royaume-Uni. Le projet architectural a été réalisé à partir de 1948 et fut inauguré le 3 mai 1951, dans le cadre du Festival of Britain.

## Historique

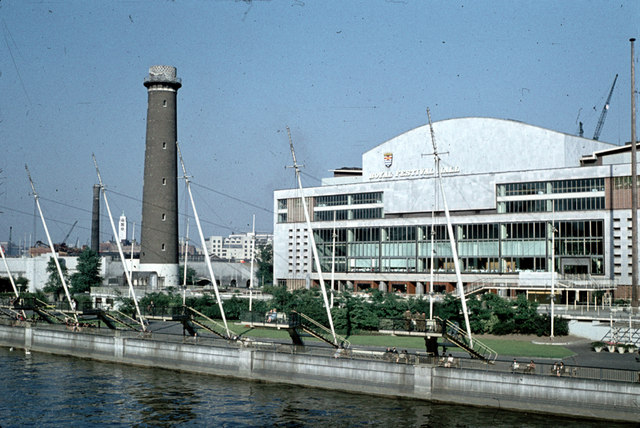
La salle en 1959, avant les restructurations.

Construite juste après la Seconde Guerre mondiale sur les rives de la Tamise, sur les plans de Robert Matthew et Leslie Martin, la salle est entièrement rénovée en 2005 par des travaux qui ont duré deux ans.
C'est la salle de résidence de l'orchestre philharmonique de Londres et de l'orchestre Philharmonia.